# Nitromersol
Le nitromersol, ou métaphène, est un composé organomercuriel utilisé avant tout comme antiseptique et désinfectant. Il se présente sous la forme d'un solide jaune brun inodore et insipide qui n'irrite pas la peau et les muqueuses et n'affecte pas les instruments médicaux.
Il peut libérer des fumées toxiques d'oxyde d'azote NOx et de vapeurs de mercure lorsqu'il est chauffé. En 1998, l'usage du nitromersol et d'autres produits contenant du mercure comme médicament en vente libre sous forme d'antiseptiques de premier secours, contre l'érythème fessier ou dans les produits de contraception a été interdit par la FDA. Par ailleurs, le nitromersol peut provoquer des réactions d'hypersensibilité.